# Clube FM Turmalina
Clube FM Turmalina é uma emissora de rádio brasileira sediada em Turmalina, localizada em Minas Gerais. Opera no dial FM, na frequência 97,3 MHz e é afiliada a Rede Clube FM.

## História
A emissora começou suas atividades no começo de agosto de 2016 quando era afiliada á Transamérica Hits.  No dia 06 de agosto de 2019, devido a unificação da rede, a emissora encerrou a afiliação com a vertente Hits, e passou a adotar o formato jovem/adulto da rede. No mesmo dia, as afiliadas de Estrela d'Oeste e Formiga, também encerram a afiliação com a portadora Hits e passaram a adotar o novo formato da Rede Transamérica. A afiliação da emissora com a rede durou até o dia 06 de novembro de 2019 quando foi confirmado que a emissora iria se afiliar a Rede Clube FM. Com isso nesse dia, a emissora encerrou o formato jovem/adulto da rede, e passou a seguir uma programação de expectativa para a estreia da Rede Clube FM. A emissora iniciou seus trabalhos com a rede no dia 18 de novembro de 2019, ás 08h, durante o Clube do Fã.